# Zamarada ochrata
Zamarada ochrata là một loài bướm đêm trong họ Geometridae.